# Joyeuse, Ardèche
Joyeuse là một xã ở tỉnh Ardèche, vùng Rhône-Alpes ở đông nam nước Pháp.

## Hình ảnh

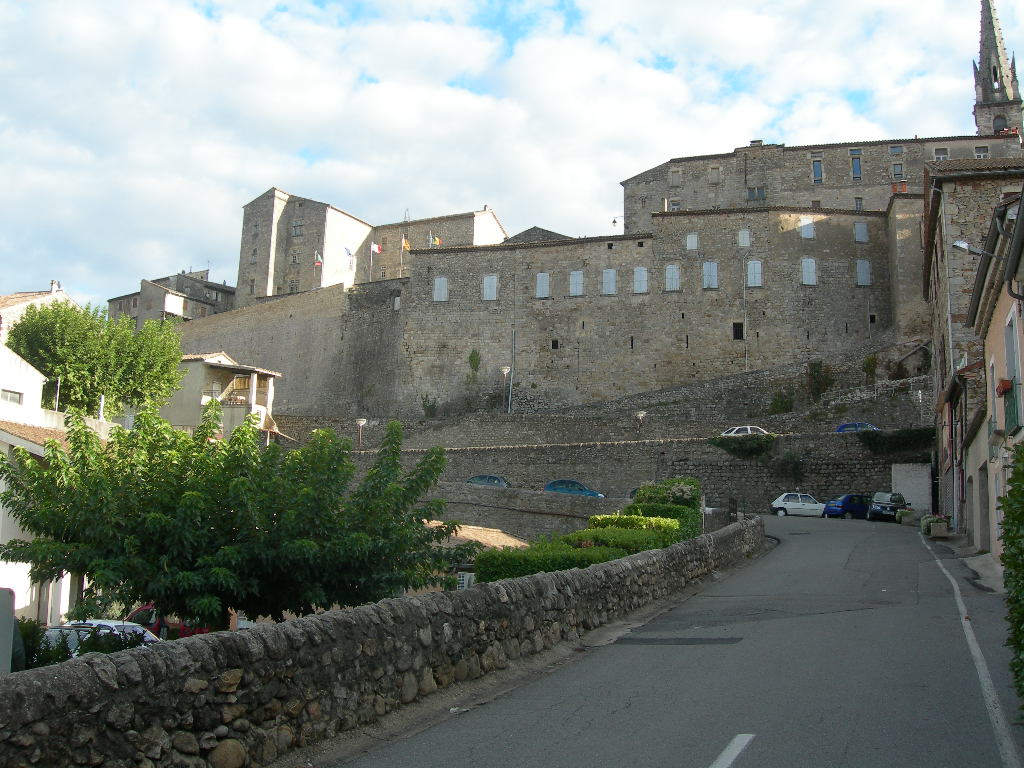
Château de Joyeuse
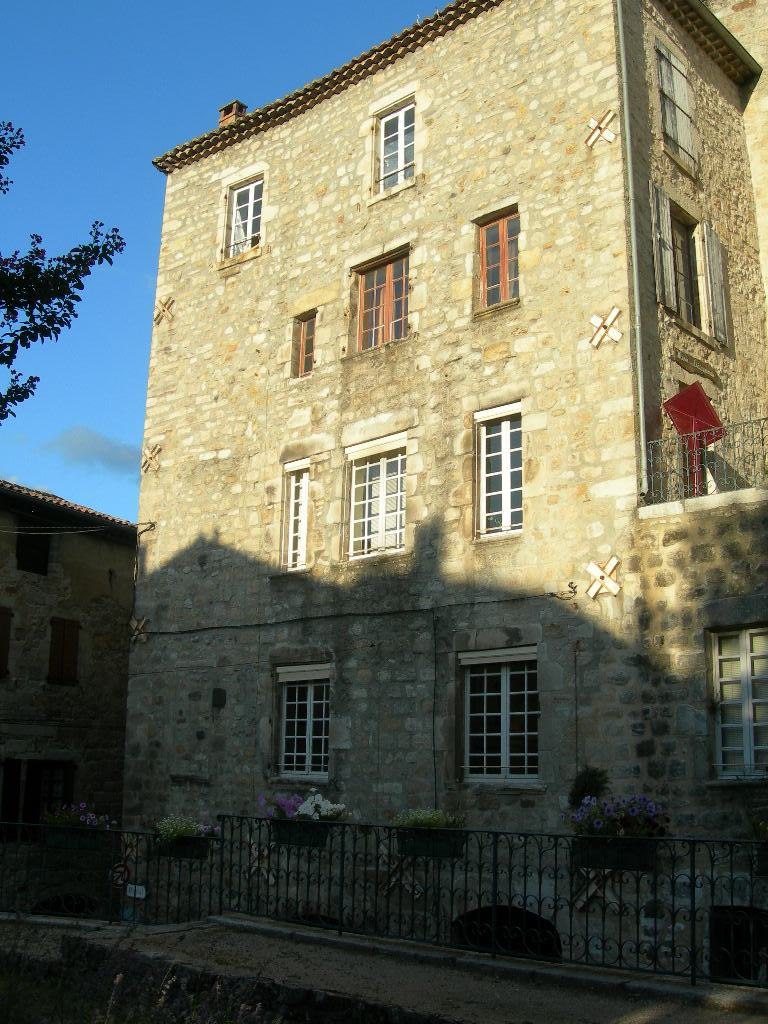
Former college of the Oratorians
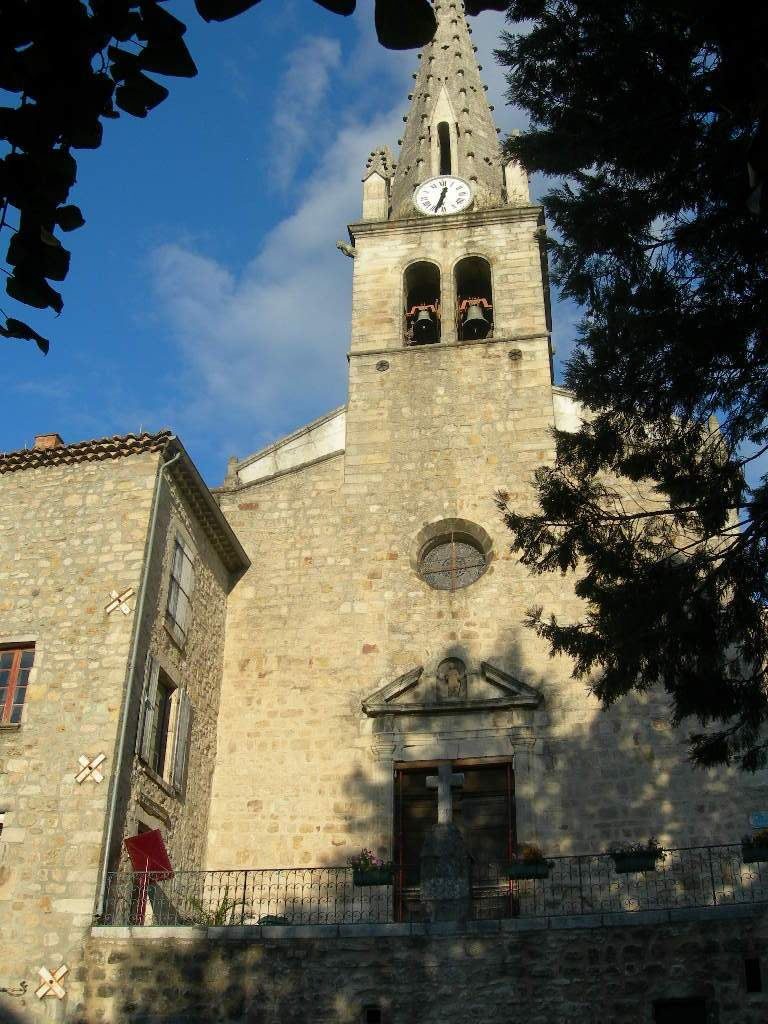
Church of Saint Peter